# برزیان (برزیون)
برزیان (برزیون) نام یک روستا در شمال بهبهان و از توابع شهرستان بهمئی در استان کهگیلویه و بویر احمد می باشد. بقعه امامزاده عسکر در این روستا قرار دارد.